# Findlay (Ohio)
Findlay is een plaats (city) in de Amerikaanse staat Ohio, en valt bestuurlijk gezien onder Hancock County.

## Demografie
Bij de volkstelling in 2000 werd het aantal inwoners vastgesteld op 38.967.
In 2006 is het aantal inwoners door het United States Census Bureau geschat op 38.173, een daling van 794 (-2.0%).

## Geografie
Volgens het United States Census Bureau beslaat de plaats een oppervlakte van
44,8 km², waarvan 44,5 km² land en 0,3 km² water. Findlay ligt op ongeveer 245 m boven zeeniveau.

## Plaatsen in de nabije omgeving
De onderstaande figuur toont nabijgelegen plaatsen in een straal van 16 km rond Findlay.

## Geboren
- Anne McGinty (29 juni 1945), componiste, dirigente, muziekuitgever en fluitiste
- Mark Metcalf (11 maart 1946), acteur
- J. Robin Miller (21 juni 1972), actrice
- Ben Shuleva (9 juni 1986), voetballer